# Buxoro Arena
Die Buxoro Arena, die Teil des Buxoro Sport Majmuasi ist, ist ein multifunktionelles Stadion in Buxoro, Viloyat Buxoro, Usbekistan. Es wird zurzeit meistens für Fußballspiele des FK Buxoro benutzt.

## Geschichte
Das Stadion bietet 22.700 Zuschauern Platz. Es wurde 2002 erbaut. 2012 wurde es für die Austragung der U-20-Fußball-Weltmeisterschaft der Frauen 2012 umgebaut, dessen Ausrichtung Usbekistan jedoch am 18. Dezember 2011 von der FIFA aberkannt wurde und an Japan ging.
Im März 2012 wurde das Buxoro Sport Majmuasi in Buxoro Arena umbenannt.